# كيم أندريه مادسن
كيم أندريه مادسن (بالنرويجية البوكمول: Kim André Madsen)‏ هو لاعب كرة قدم نرويجي في مركز الدفاع، ولد في 12 مارس 1989 في أوسلو في النرويج. شارك مع منتخب النرويج تحت 16 سنة لكرة القدم ومنتخب النرويج تحت 17 سنة لكرة القدم ومنتخب النرويج تحت 18 سنة لكرة القدم ومنتخب النرويج تحت 19 سنة لكرة القدم ومنتخب النرويج تحت 21 سنة لكرة القدم ومنتخب النرويج لكرة القدم. أما مع النوادي، فقد لعب مع نادي سترومسغودست لكرة القدم ونادي سترومسغودست ونادي لين.

## وصلات خارجية
- كيم أندريه مادسن على موقع اتحاد النرويج (النرويجية)
- كيم أندريه مادسن على موقع قاعدة بيانات كرة القدم.إي يو (الإنجليزية)
- كيم أندريه مادسن على موقع ناشيونال فوتبول تيمز (الإنجليزية)
- كيم أندريه مادسن على موقع Soccerway.com (الإنجليزية)